# Kelvin Davis (Politiker)

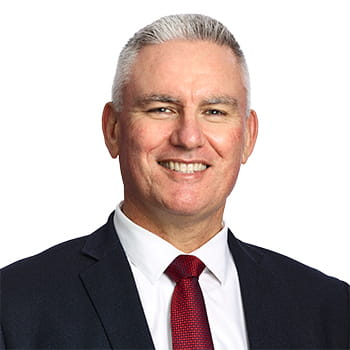
Kelvin Glen Davis

Kelvin Glen Davis  (* 2. März 1967 in Kawakawa, Northland, Neuseeland) ist ein neuseeländischer Lehrer, Schulleiter und Politiker der New Zealand Labour Party.

## Leben
Kelvin Davis wurde am 2. März 1967 in Kawakawa im Far North District der Region Northland geboren. Er wuchs in dem Ort auf und besuchte von 1980 bis 1984 das dortige Bay of Islands College. 1985 wechselte er nach Auckland, um am Auckland College of Education Lehramt zu studieren, welches er 1987 mit einem Lehrerdiplom abschloss.

## Beruflicher Werdegang
Nach dem Abschluss seiner Berufsausbildung, wurde Davis in folgenden Institutionen tätig:
- 1988–1990 – als Lehrer an der Koru School in Māngere
- 1991–1993 – als Lehrer an der Bay of Islands Intermediate School in Kawakawa
- 1994–1998 – als Schulleiter an der Karetu School in Kāretu
- 1998–1999 – als Berater des Education Advisory Service für ländliche Schulleiter
- 200000000– als Teamleiter im Bildungs- und Entwicklungsprojekt Te Putahitanga Matauranga
- 2001–2007 – als Schulleiter an der Kaitaia Intermediate School in Kaitaia[1]

Während der letzten Zeit seiner beruflichen Tätigkeit nahm er 2005 an einem Studienaustauschprogramm der Rotary Group nach Arizona in den Vereinigten Staaten teil.

## Politische Karriere
Um für die General Election im November 2008 für einen Sitz im New Zealand Parliament kandidieren zu können, ließ sich Davis am 5. Februar 2008 als Kandidat für das Māori Electorate Te Tai Tokerau (einen von sieben speziell für Māori vorgesehenen Wahlbezirken) aufstellen. Zu der Zeremonie und der Wahl im Marae der Ngāti Manu war seinerzeit eigens die Premierministerin Helen Clark angereist. Doch Davis unterlag bei der General Election, konnte aber über einen Listenplatz seiner Partei ins Parlament einziehen. Da aber Labour die Parlamentswahl verlor, blieb ihm lediglich sich über die Funktion des Sprecher seiner Partei für die Bereiche Tourism und Biosecurity zu profilieren.
Als Davis den Wahlkreis Te Tai Tokerau auch drei Jahre später nicht gewinnen konnte, zog er sich desillusioniert zunächst von der Politik zurück.
Im Mai 2014 bereitete der aus dem Parlament scheidende damalige Labour-Abgeordnete Shane Jones für Davis den Weg auf einem sicheren Listenplatz 23 zurück ins Parlament zu kommen. So konnte Davis auch die noch im selben Jahr stattfindende General Election über den Wahlkreis Te Tai Tokerau für seine Partei gewinnen. Er wurde Sprecher seiner Partei für die Bereiche Corrections und Māori Development.

### Ministerämter in der Regierung Ardern
Als Labour unter der Führung von Jacinda Ardern 2017 die Parlamentswahl gewann, holte sie Davis für folgende Ministerposten ins 1. Cabinet ihrer Regierung:
| Minister                                          | vom              | bis              |
| ------------------------------------------------- | ---------------- | ---------------- |
| Minister for Māori Crown Relations: Te Arawhiti   | 26. Oktober 2017 | 28. Juni 2019    |
| Minister of Corrections                           | 26. Oktober 2017 | 6. November 2020 |
| Minister of Tourism                               | 26. Oktober 2017 | 6. November 2020 |
| Associate Minister of Education (Māori Education) | 26. Oktober 2017 | 6. November 2020 |

Nach der Wiederwahl von Labour im November 2020 bildete Ardern ihr 2. Cabinet um und betraute Davis mit folgenden Ministerposten:
| Minister                                          | vom              | bis             |
| ------------------------------------------------- | ---------------- | --------------- |
| Minister for Children                             | 6. November 2020 | 25. Januar 2023 |
| Minister of Corrections                           | 6. November 2020 | 25. Januar 2023 |
| Minister for Māori Crown Relations: Te Arawhiti   | 6. November 2020 | 25. Januar 2023 |
| Associate Minister of Education (Māori Education) | 6. November 2020 | 25. Januar 2023 |

### Ministerämter in der Regierung Hipkins
Mit dem Rücktritt von Jacinda Ardern als Premierministerin in der laufenden Legislaturperiode und der Übernahme des Amtes durch ihren Parteikollegen Chris Hipkins am 25. Januar 2023, behielt Davis seine Positionen als Minister bei.
| Minister                                          | vom             | bis               |
| ------------------------------------------------- | --------------- | ----------------- |
| Minister for Māori Crown Relations: Te Arawhiti   | 25. Januar 2023 | 27. November 2023 |
| Minister for Children                             | 25. Januar 2023 | 27. November 2023 |
| Minister of Corrections                           | 25. Januar 2023 | 27. November 2023 |
| Associate Minister of Education (Māori Education) | 25. Januar 2023 | 27. November 2023 |

Quelle: Department of the Prime Minister and Cabinet
Mit der nachfolgenden regulären Parlamentswahl, die am 14. Oktober 2023 stattfand, verlor die Labour Party ihre Regierungsmehrheit an die New Zealand National Party. Davis erlangte aber über die Liste seiner Partei wiederholt einen Sitz im Parlament.

## Familie
Davis ist verheiratet und lebt mit seiner Frau und seinen drei Kindern in Kaitaia im Far North District.